# Севен-Гіллс (Колорадо)
Севен-Гіллс (англ. Seven Hills) — переписна місцевість (CDP) в США, в окрузі Боулдер штату Колорадо. Населення — 129 осіб (2020).

## Географія
Севен-Гіллс розташований за координатами 40°2′1″ пн. ш. 105°19′51″ зх. д. / 40.03361° пн. ш. 105.33083° зх. д. (40.033702, -105.330748).  За даними Бюро перепису населення США в 2010 році переписна місцевість мала площу 1,26 км², з яких 1,26 км² — суходіл та 0,00 км² — водойми.

## Демографія
Згідно з переписом 2010 року, у переписній місцевості мешкала 121 особа в 52 домогосподарствах у складі 37 родин. Густота населення становила 96 осіб/км².  Було 58 помешкань (46/км²).
Расовий склад населення:
| - 95,9 % — білих - 1,7 % — чорних або афроамериканців - 1,7 % — азіатів |

До двох чи більше рас належало 0,8 %. Частка іспаномовних становила 0,0 % від усіх жителів.
За віковим діапазоном населення розподілялося таким чином: 17,4 % — особи молодші 18 років, 68,6 % — особи у віці 18—64 років, 14,0 % — особи у віці 65 років та старші. Медіана віку мешканця становила 49,8 року. На 100 осіб жіночої статі у переписній місцевості припадало 101,7 чоловіків;  на 100 жінок у віці від 18 років та старших — 112,8 чоловіків також старших 18 років.
Цивільне працевлаштоване населення становило 57 осіб. Основні галузі зайнятості: освіта, охорона здоров'я та соціальна допомога — 100,0 %.